# Peter Fogelberg
Peter Christer Kenneth Fogelberg, ursprungligen Christer Peter Kenneth Klaar, född 15 februari 1957 i Jönköpings Sofia församling i Jönköpings län, är en svensk målare och tecknare.
Peter Fogelberg bedrev studier för Sonja Fogelberg och Gustaf Fogelberg, i Paris och Köpenhamn samt vid resor. Han arbetar i olja, tempera, akvarell, gouche och teckningar. Han utför stadsmotiv från de nordiska länderna men även internationella motiv. Han är en skicklig sportmålare. Vidare har han utfört monumentala modernistiska rymdmotiv. Peter Fogelberg har haft utställningar i Sveriges såväl som utomlands och finns representerad i Hans Majestät Konungens samlingar samt i ett stort antal offentliga samlingar.
Peter Fogelberg är son till Rune Klaar och konstnären Sonja Fogelberg samt brorsdotters son till konstnären Gustaf Fogelberg.